# Calliphora erectiseta
Calliphora erectiseta är en tvåvingeart som beskrevs av Fan 1957. Calliphora erectiseta ingår i släktet Calliphora och familjen spyflugor. Inga underarter finns listade i Catalogue of Life.